# Mosquée de plomb (Berat)
 (septembre 2021).

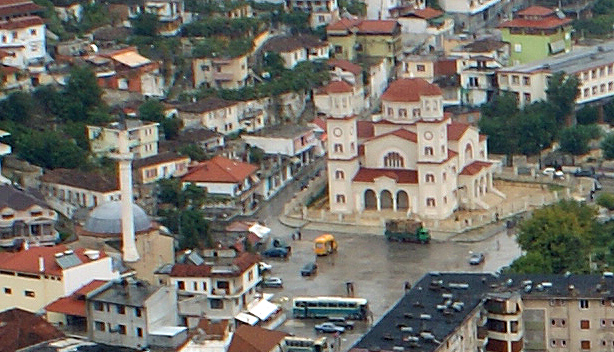
Place principale de Berat avec mosquée et cathédrale chrétienne orthodoxe

La mosquée de plomb (en albanais : Xhamia e Plumbit), ou mosquée d'Ahmed Bey Usgurli (Xhamia e Izgurliut), est un bâtiment historique important dans la ville albanaise de Berat. Elle a été construite en 1553 et 1554 et est un monument culturel du pays.
La mosquée à dôme unique tire son nom de son dôme en plomb. Le porche (portique) couvert par trois autres petits dômes a été ajouté plus tard.
À l'époque socialiste, elle a été utilisée comme musée d'architecture. Directement en face de la mosquée, qui est située dans le quartier musulman traditionnel de la ville, la cathédrale orthodoxe de Saint-Démétrius a récemment été construite.

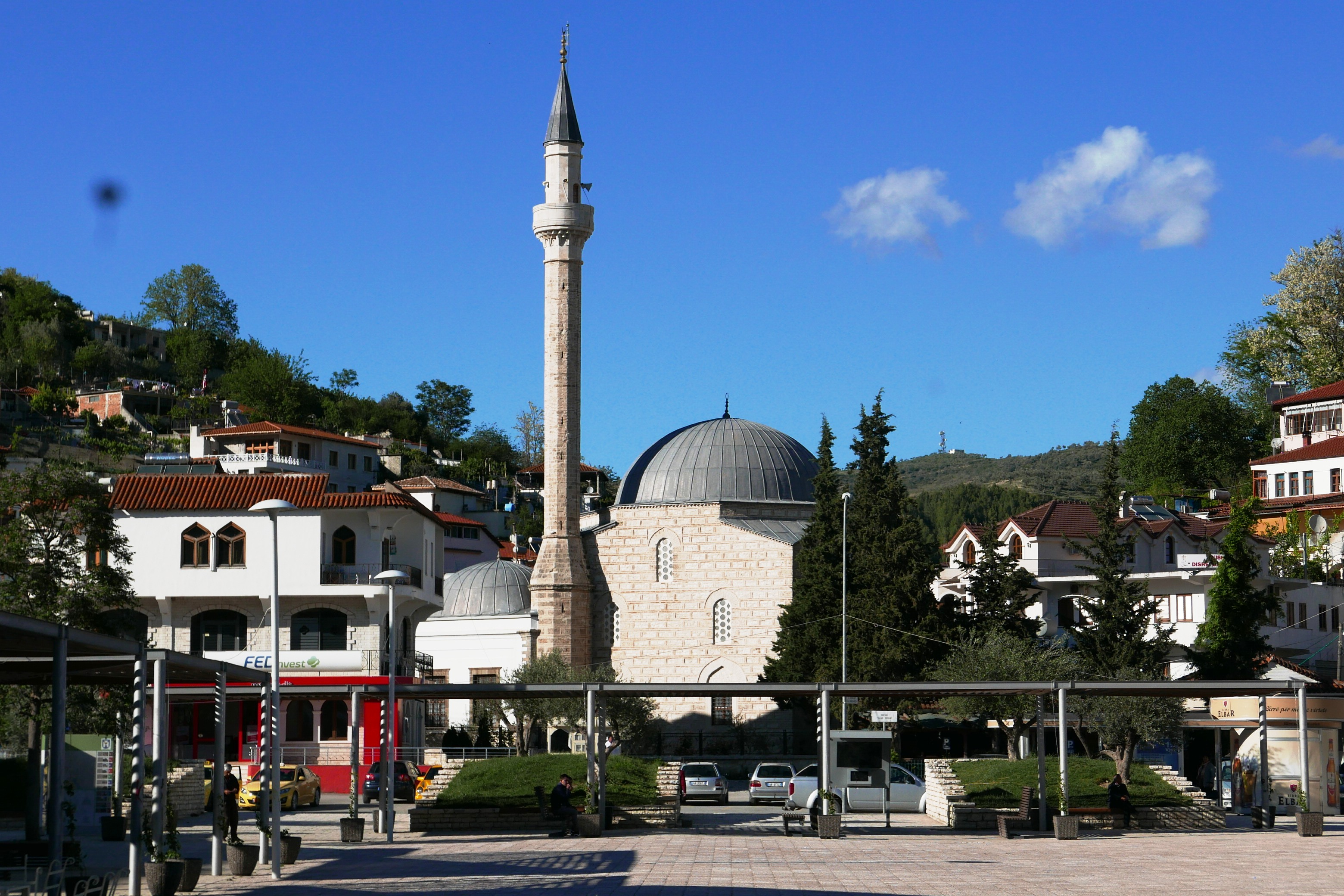
Côté ouest après restauration (2019)

La mosquée principale a été rénovée en 2014 par l'Agence turque de coopération et de coordination (TİKA).